# Thyra Avis Mary Acres
Thyra Avis Mary Acres, in Neuseeland unter Avis Acres bekannt, (* 26. März 1910 in Wellington, Neuseeland; † 15. Oktober 1994 in Tauranga) war eine neuseeländische Schriftstellerin, Illustratorin, Malerin und Naturschützerin.

## Leben
Thyra Avis Mary wurde am 26. März 1910 unter dem Familiennamen McNeill in Wellington geboren. Sie war die älteste von vier Geschwistern. Ihre Eltern waren Jane Louisa Beatrice Thompson und Alan McKenzie McNeill, der zunächst als Journalist tätig war. 1913 zog die Familie nach Auckland, wo ihr Vater als Grundstücksmakler selbstständig tätig wurde. 1915 besuchte sie das St Cuthbert's College, doch als 1924 das Unternehmen ihres Vaters in Konkurs ging, zwang ihr Vater sie die Schule zu verlassen und eine Tätigkeit anzunehmen.
Sie erstellte Visitenkarten für Unternehmen, kopierte Zeichnungen für Architekten und später fing sie an Möbel zu dekorieren. Nachdem sie eine Abendschule absolviert hatte, in der sie das Skizzen zeichnen mit Stift und Tinte erlernte, hatte sie die Möglichkeit für den Auckland Star zu arbeiten. Für die Kinderseite der Zeitung erstellte sie 1927 die Zeichentrickserie, The Adventures of Twink and Wink the Twinkle Twins und weitere Illustrationen. Im Alter von 20 Jahren gründete sie zusammen mit einer Freundin ein Unternehmen, in dem sie per Auftrag Haushaltsgegenstände dekorierte und auf Pergament Illustrationen erstellte.
Am 14. August 1935 heiratete sie George Audley Johnston Acres, der zuvor in London in der Zeitungswerbung tätig war. Sie kauften zusammen in der Nähe von Hamilton eine Hühnerfarm und Avis Acres wurde neben der örtlichen anglikanischen Gemeinde in der New Zealand National Party aktiv. Des Weiteren übernahm sie die Tätigkeit als Sekretärin und Schatzmeisterin in der Organisation der örtlichen Plunket Society, die sich zur Aufgabe gemacht hatte, für das Wohlergehen von Kleinkinder zu sorgen. Während dieser Zeit nahm sie Unterricht im Malen mit Öl, stellte ihre Werke aus und verkaufte sie.
Im Jahr 1950 zog sie mit ihrem Mann nach Taupō, wo er am Aufbau der Taupo Times mitwirkte und Avis Acres sich dem Schreiben und ihrer Kunst widmete. Sie schuf Comicstrips für die Kinderseite des New Zealand Herald, Kinderbücher, die bei A. H. & A. W. Reed veröffentlicht wurden und einige Lernhefte für die Schulen. Neben weiterer Gemälde veröffentlichte sie Artikel zu gefährdeten Vogelarten und schrieb Bestimmungsführer für häufig vorkommende neuseeländische Vögel. Auch schrieb sie Drehbücher für das Radio und ein Theaterstück. Ihre Arbeiten wurden u. a. in Zeitschriften wie Weekly News, in New Zealand Horse and Pony und Forest and Bird veröffentlicht.
In den 1960er Jahren wechselten Avis Acres mit ihrem Mann mit Levin und Te Horo noch zwei Mal ihren Wohnsitz, bevor sie in den 1980er Jahren wieder nach Tauranga zurückkehrten. Dort verstarb sie am 15. Oktober 1994 und ein Jahr zuvor ihr Mann.

## Werke
- 1927–192? – The Adventures of Twink and Wink the Twinkle Twins im Auckland Star[3]
- 1950–1960 – Comic-Strip Pohutukawa-Feen namens Hutu und Kawa im New Zealand Herald (September 1950–Juli 1960)
- 195? – Buttercups and Daisies, Little Natur Books[4]
- 195? – Buzzy Bumble and Minnie Monarch[5]
- 1955 – The Adventures of Hutu and Kawa[6]
- 1956 – Hutu and Kawa meet Tuatara[6]
- 1956 – Opo the Gay Dolphin[6]
- 1957 – Hutu and Kawa find an Island[6]
- ???? – Veröffentlichungen bei Weekly News, New Zealand Horse and Pony, Forest and Bird